# Moskevský summit (1998)
Moskevský summit v roce 1998 byl summit, který se konal 1. až 2. září 1998 v Moskvě mezi prezidentem USA Billem Clintonem a prezidentem Ruska Borisem Jelcinem. 
Předmětem jednání bylo ekonomické směřování Ruska a základní rysy dohody o omezení strategických jaderných zbraní START III. Ruský prezident Boris Jelcin ujistil Billa Clintona, že neustoupí od tržních reforem, avšak připustil, že vzhledem ke stávající měnové krizi by mohla být posílena role státu v ruské ekonomice. Bill Clinton nenabídl Jelcinovi očekávaný finanční záchranný pás a z jeho projevu moskevským vysokoškolákům vyplynulo, že podmínkou úspěchu růstu ruské ekonomiky je demokracie, zavržení všech forem bývalého sovětského stylu řízení, skoncování s korupcí a dokončení transformace. Jediným konkrétním výsledkem zůstaly dvě smlouvy o kontrole zbrojení. V první se obě země zavázaly omezit zásoby plutonia potřebného k výrobě jaderných zbraní, ve druhé si slíbily, že si budou vzájemně sdělovat informace o testování raket jinými státy.